# 12"/52 оръдие на Обуховския завод
12"/52 оръдие (305/52) е разработено и произвеждано в Обуховския завод, Руска империя, корабно оръдие с калибър 305 mm, прието на въоръжение през 1907 г. за използване на строящите се линейни кораби и брегови батареи. Най-мощното оръдие, серийно поставяно на корабите от руския или съветския военноморски флот. Даденото оръдие е разработено след 12"/40 оръдие образец 1895 г., поставяно на броненосците от типа „Андрей Первозванный“.

## История
Оръдието е разработено в Обуховския завод, първият образец е завършен през 1907 г. Очаквания ресурс на ствола според стрелбовите изпитания на образците, поставени на корабите от Черноморския флот съставя 400 изстрела на оръдие. Оръдието получава висока оценка, и започва да се поставя на дредноутите от типовете „Севастопол“ и „Императрица Мария“ в трицевни куполни установки, разработени от Металическия завод. Тези триоръдейни кули получават обозначението „MK-3-12“ – морска корабна, триоръдейна 12 дюймова (на руски: морская корабельная, трёхорудийная 12 дюймовая).
Всичко Морското ведомство поръчва на ОСЗ 198 оръдия, от които 126 са готови до края на 1916 г. През 1917 г. се предполага да се предадат 42 оръдия, а през 1918 – оставащите 30. Според други сведения към 1 януари 1917 г. са произведени 144 оръдия. От февруари започва спад на производството, и през 1917 г. са направени едва 12 оръдия. След това, за 4 години, всички работи са прекратени, едва през 1921 г. да направени 14 оръдия. Към 16 юни 1922 г. в ОСЗ се съхраняват 29 нови 12"/52 оръдия в стадий на готовност от 10 до 95%. В последващите години част от тези оръдия са донаправени.
В периода 1939 – 1940 г. започва лайнирането на 12"/52 оръдия, което обичайно се прави в хода на основния ремонт на кораба. Тук следва да се отбележи, че ОСЗ произвежда и сухопътни 12"/52 оръдия, които се отличават от морските само с по-големия обем на камерата и имащи своя собствена система снаряди и боеприпаси. Външните разлики за морските оръдия са – буквите „МА“ (морска артилерия), изгравирани на казенния срез на ствола, сухопътните се обозначават с буквите „СА“ (сухопътна артилерия).

## Основни характеристики
- Дължина на ствола: 52 калибра;
- Максимална скорост на насочване: вертикална – 4 °/с, хоризонтална – 3,2 °/с
- Скорострелност: 2 – 3 изстрела/минута
- Маса на снаряда:
  - Морски образец 1911 г.: 471 кг
  - Береговой обороны: 446 кг
  - Германски фугасен за бреговата отбрана: 405 кг
- Начална скорост на снаряда:
  - Морски обр. 1911 г. 471 кг: 762 м/с
  - Брегова отбрана 446 кг: 853 м/с
- Далечина на стрелбата:
  - Снаряд с маса 471 кг: 29340 м

## Берегова артилерия
Освен линкорите от типовете „Севастопол“ и „Императрица Мария“, дадените оръдия също се използват в артустановки на бреговата отбрана. Те се разполагат или в двуоръдейните куполни установки МБ-2-12 (брониране – 305 мм, осигуряващи кръгов обстрел), или в открити еднооръдейни установки.
По две куполни и 4 открити установки са поставени във фортовете Ино и Красная Горка.
12"/52-те оръдия се използват в Морската крепост на Император Петър Велики част от отбранителната линия Талин–Поркала-Удд:
— по 2 кули МБ-2-12 на островите Нарген и Вулф (Аегна);
— по 4 открити еднооръдейни установки – на батареите на островите Ере, Даго и Езел (№60, 39 и 43 съответно).
В съветско време такива оръдия са поставени на бреговите батареи в Севастопол №30 и 35 (в куполните установки МБ-2-12), а също и на установки на железопътната артилерия.
През 1934 г. две куполни установки МК-3-12 са монтирани на батарея №981 на остров Руски.
Две куполни двуоръдейни 305-мм батареи са построени от финландците на островите Макилуото и Куйвассаари в периода 1933 – 35 г. (използвани са установките, пленени във форт Ино). Далечината на стрелба на тези оръдия на тези батареи съставлява 42 км, което позволява напълно да се прикрива с артилерийски огън Финския залив в районе Найссаар-Макилуото. Гарнизонът на всяка батарея съставлява 300 души.
Освен това, батареята на остров Ере (4 открити установки, пленени от фините през 1918 г.), е преобразувана от четириоръдейна в двуоръдейна, а две 305-мм оръдия впоследствие са превезени и поставени на нос Ристиниеми (Фински залив).
Към края на Втората световна война фините също построяват двуоръдейна 305-мм батарея на острова Исосаари.
По време на Втората световна война няколко оръдия (от линейния кораб „Император Александр III“) са пленени от немците и са използвани в състава на батареята „Мирус“ на Гърнзи (окупираните Нормандски острови). В периода 1949 – 1954 г. възстановената севастополска батарея №30 е въоръжена с куполните установки МБ-3-12ФМ от линкора „Фрунзе“.

## Железопътната артилерийска установка TM-3-12 образец 1938 г.
Построено са всичко три железопътни артилерийски установки, с използването на оръдията от потъналия линкор „Императрица Мария“. Те са използвани по време на Съветско-финландската война 1939 – 1940 г. В периода юни – декември 1941 г. участват в отбраната на съветската военноморска база Ханко на финландкия полуостров Ханко (Гангут). Те са извадени от строя от съветските моряци при евакуацията на базата и по-късно са възстановени от финските специалисти с използването на оръдията от оставения в Бизерта руски линкор „Император Александр III“. След войната са установките са предадени на СССР и са поддържани в боеспособно състояние до 1991 г., от въоръжение са снети през 1999 г. Към момента на снемането им от въоръжение са последните в света боеспособни оръдия линкорен калибър производство на Обуховския завод.